# Verney József
Verney József, születési nevén Verner József néven (Besztercebánya, 1785. november 15. – 1850-es évek) római katolikus pap, teológus, filozófiai doktor, egyetemi tanár.

## Élete
Besztercebányán született, ahol édesapja iskolamester volt. Mint a besztercebányai püspökmegye növendékpapja, bölcseleti és teológiai tanulmányainak elvégzése után gróf Gyulay Lajosnak (később az erdélyi kancellária referendáriusa) nevelője volt. 1810-ben a győri akadémia bölcseleti tanárának neveztetett ki és 1812-ben bölcseleti doktor lett. 1834. február 25-én a pesti egyetemhez helyezték át. 1842-ben magyar nemességet nyert és 1844. november 5-én Verner családi nevét Verneyre változtatta. 1848-ban királyi tanácsosi címre terjesztették fel, amit azonban a későbbi események folytán nem kapott meg.
A jenei ásványtani társaságnak tagja, Győr, Tolna, Esztergom, Zólyom vármegyék, Füss és Bácsa praediumok táblabírája, a jászvárosi és görlici természetvizsgáló-társaságok levelező tagja volt. 1849-ig volt egyetemi tanár, azután nyugalomba vonult és pár év múlva meghalt.

## Művei
- Logica, seu: dianoelogia. Jauruni, 1821 (2. kiadás Uo. 1833., 3. k. Pest, 1835. 4. k. Buda, 1848)
- Psychologia empirica, Jaurini, 1827 (Ism. Hazai és Külföldi Tudósítások 1828. II. 6. sz. 2. kiadás. Pest, 1835., 3. k. Buda, 1849)
- Philosophia moralis. Pestini, 1835
- Metaphysica, seu gnoseologia. Uo. 1835-38. Két kötet. (2. kiadás. Buda, 1843)
- Tentamen publicum ex metaphisica. Pestini, 1836. és 1838
- Tentamen publicum ex logica et psychologia empirica. Uo. 1838
- Ünnepélyes beszéd mellyet a magyar kir. tudomány egyetem ujonnan alakításának LXVII. év fordulati napján 1847. jún. 25. az egyetemi nagy teremben köztetszéssel mondott. Tiszteletük jeléül kiadják a másodévi bölcsészek. Buda, 1847